# Xu Beihong
Xu Beihong (chinois simplifié : 徐悲鸿 ; chinois traditionnel : 徐悲鴻 ; pinyin : Xú Bēihóng ; 19 juillet 1895, Yíxīng - 26 septembre 1953, Pékin), parfois JU-Péon en France (JU-Péon est la transcription de son nom, selon sa langue maternelle, le wu de la région de Shanghai) est l'un des peintres chinois les plus renommés du XXe siècle, très populaire en Chine pour ses représentations des chevaux.
Il se fait d'abord connaître comme portraitiste, puis comme peintre de salon où il recourt surtout à la peinture à l'huile. Partisan du Mouvement pour la nouvelle culture durant les années 1920, il favorise le renouveau artistique en Chine, avec l'apport notamment d'éléments occidentaux aux techniques traditionnelles. Il affectionne particulièrement les chevaux, qu'il peint à l'encre, comme sujet de ses œuvres à qui il confère une dimension souvent symbolique. Il exercera une influence profonde chez plusieurs artistes.

## Biographie
Né à Yixing dans la province du Jiangsu, sous l’enseignement de son père, Xu Dazhang (徐达章), portraitiste reconnu, il se consacre aux beaux-arts dès l'âge de six ans, notamment, le lavis chinois, la calligraphie et la gravure de sceau.
En 1912, il part à Shanghai où il étudie la peinture occidentale et la langue française.
Il part étudier à Tokyo en 1917. À son retour en Chine, il devient enseignant à l'Association d'étude des méthodes de peinture de l'Université de Pékin, à l'instigation du président de l'établissement Cai Yuanpei.
À partir de 1919 Xú Bēihóng part à Paris, en France. Il s'y familiarise aux techniques du dessin et de la peinture à l'huile à l'École nationale supérieure des beaux-arts où il étudie aux côtés de Pan Yuliang. Il assimile ainsi certaines techniques occidentales et tente d'enrichir la tradition picturale chinoise en appliquant certaines d'elles aux lavis chinois.
De retour en Chine à partir de 1927, il occupe des postes d'enseignant dans différentes institutions, dont l'Université de Nanjing.
En 1933, il organise une exposition de peinture contemporaine chinoise, exposition qui voyagera dans plusieurs pays d'Europe ; France, Allemagne, Belgique, Italie et Union soviétique.
Pendant la Deuxième Guerre mondiale, il voyage en Asie du Sud-Est et du Sud, organisant des expositions à Singapour, puis en Inde, où il rencontra Rabindranath Tagore et Mahatma Gandhi. Tous les bénéfices de ces expositions furent reversés à la population chinoise qui souffrait de cette guerre.
En 1942, il est remplacé à la tête du département des Beaux-Arts de l'Université Nationale Centrale par Lü Sibai.
Après la fondation de la République populaire de Chine en 1949, il devient président de l'Académie centrale des beaux-arts de Pékin et président de l'Association des Artistes chinois.
Xu Beihong est mort d'une crise cardiaque le 26 septembre 1953. Son domicile à Pékin est devenu un musée commémoratif (北京徐悲鸿纪念馆, běijīng xú bēihóng jìniànguǎn) consacré à sa mémoire.
Un autre musée commémoratif lui est également consacré dans sa ville natale, à Yíxīng (宜兴徐悲鸿纪念馆, yíxīng xú bēihóng jìniànguǎn).
En France, ses œuvres sont conservées au musée Guimet et au musée Cernuschi.

## Galerie

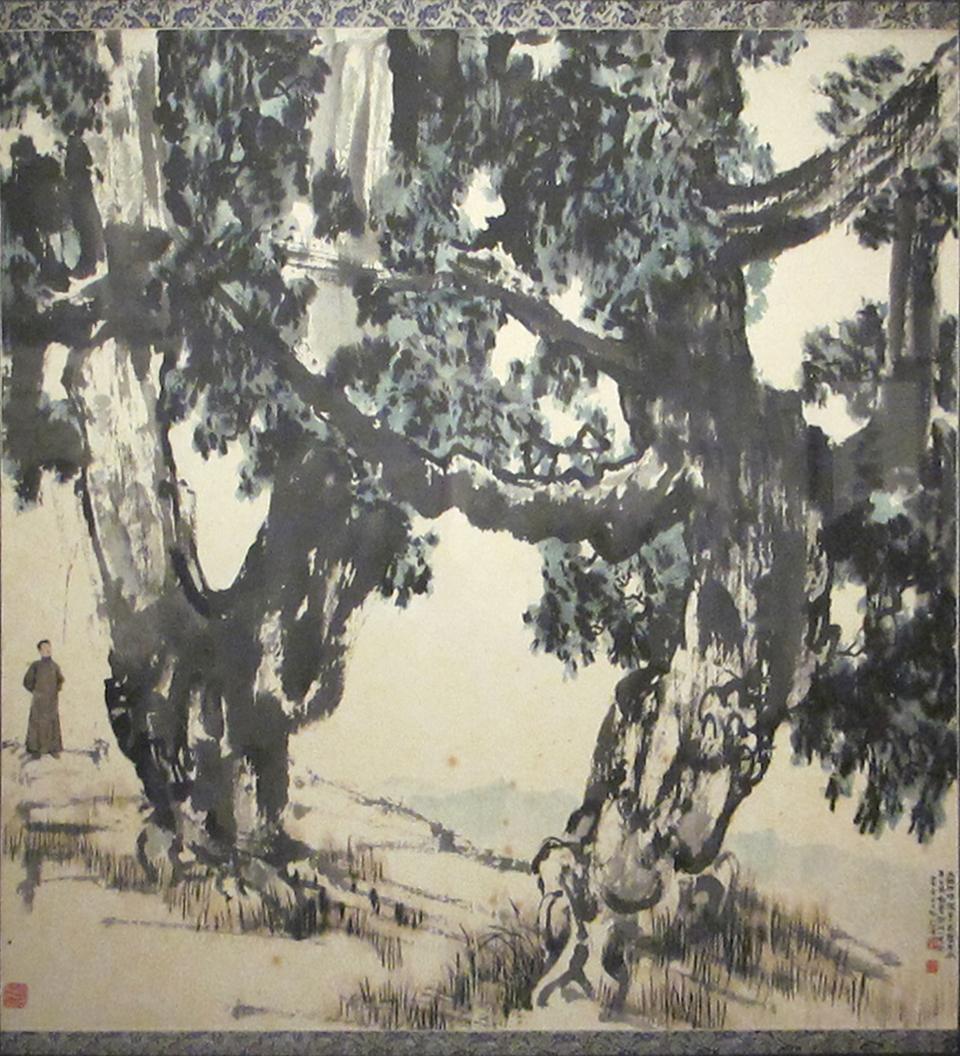
Arbre et personnage. (Autoportrait), 1932. Encre et couleurs sur papier. Musée Guimet. Paris.
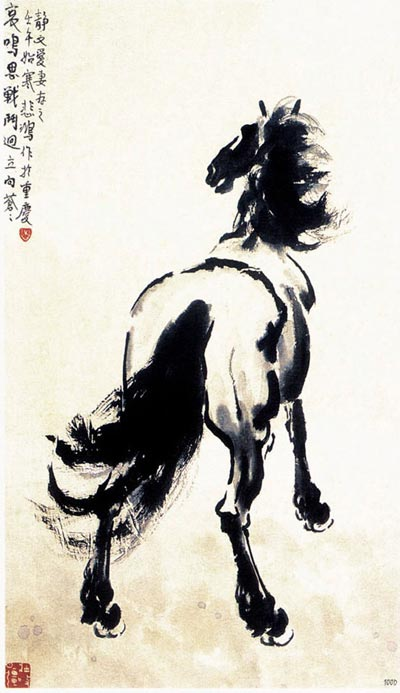
Cheval de guerre《战马, encre de Chine.
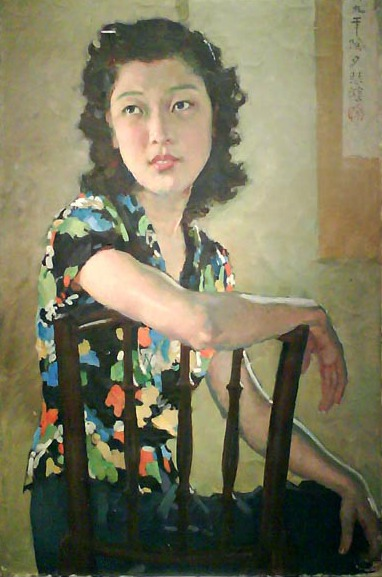
Portrait d'une jeune femme (1940), peinture à l'huile, portrait de Christina Li HuiWang.
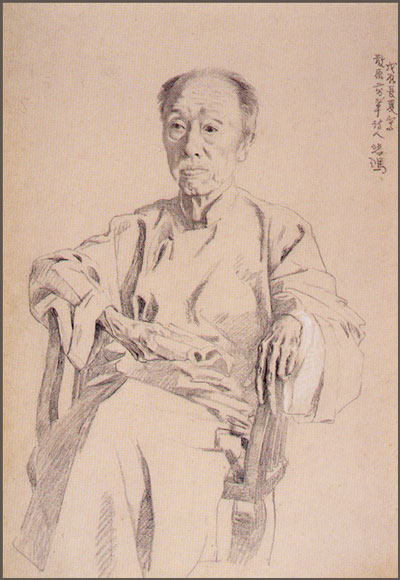
Croquis de Chen Sanli《陈三立所繪, gravure.